# Hajk Martirosjan (szachista)
Hajk Mikajeli Martirosjan (orm. Հայկ Միքայելի Մարտիրոսյան; ur. 14 lipca 2000 w Bjurawanie) – ormiański szachista. Arcymistrz od 2017 roku.

## Życiorys
Urodził się 14 lipca 2000 roku w Bjurawanie. W 2011 roku został złotym medalistą mistrzostw Europy do lat 12, a dwa lata później – do lat 14. W 2016 roku zwyciężył w mistrzostwach świata juniorów do lat 16. W tym samym roku uzyskał normę na mistrza międzynarodowego, a rok później został arcymistrzem. W 2018 roku został mistrzem Armenii. Brał udział w olimpiadzie szachowej 2018, gdzie wraz z reprezentacją Armenii zajął 8. miejsce. W 2022 roku zdobył brązowy medal w mistrzostwach świata w szachach błyskawicznych. W listopadzie 2022 roku osiągnął najwyższy ranking szachowy, który wyniósł 2682 punkty.